# 立法會（權力及特權）條例
《立法會（權力及特權）條例》（Legislative Council（Powers and Privileges） Ordinance，香港法例第382章，通稱權力及特權法及權力及特權條例），賦予香港立法會、其議員及人員、行政長官與行政長官就有關立法會會議及其委員會會議的出席而指定的公職人員多項權力及特權。當中傳召作證的權力是立法會議員監察政府施政的重要機制，被喻為立法會的「殺手鐧」及「尚方寶劍」。立法會曾多次引用權力及特權法，傳召官員及證人到按議事規則成立的委員會作證，以調查政府及官員的不當行為。

## 主要規定
- 禁止就議員在立法會主要程序（如出席會議；提交報告書、呈請書、條例草案、決議、動議等）內發表的言論提出訴訟。
- 議員前往及出席會議時，可免因債項而遭逮捕；出席會議時可免刑事逮捕。
- 立法會會議須公開舉行
- 如立法會大會分組點票通過，可傳召任何人作證或出示其所管有或控制的任何文件。證人拒絕出席時可由警察拘捕強迫列席。
- 立法會主席及職員合法行使權力時，法院無權管轄其具體行動。
- 立法會人員在會議廳範圍內，具有警務人員所有權力及特權。

條例亦將藐視立法會、提供虛假證據、干預議員或立法會人員或證人及未得許可進入或逗留在會議廳範圍等行爲定爲罪行。

## 來源
此條例和一般主體法例的權力來源相同，並非憲法條文。此條例於1985年，中英簽署《中英聯合聲明》後，隨立法會轉型至以間接選舉產生制定。

## 曾經進行的調查
- 1993年11月：調查前廉政公署執行處副處長徐家傑被解僱事件，是次為立法局第一次運用特權條例。[4]
- 1996年9月：調查前人民入境事務處處長梁銘彥被要求提早退休離職事件及有關事宜。
- 1998年7月：調查赤鱲角新香港國際機場自1998年7月6日開始運作時所出現的問題的原委及有關事宜。
- 2001年2月：調查公營房屋建築問題（居屋短樁醜聞，包括：圓洲角短樁案）。
- 2003年10月：調查政府與醫院管理局對嚴重急性呼吸系統綜合症爆發的處理手法。
- 2008年11月：調查雷曼兄弟迷你債券事件。
- 2008年12月：調查前房屋及規劃地政局常任秘書長梁展文獲得批准受聘新世界中國地產事件。[5]